# Betony

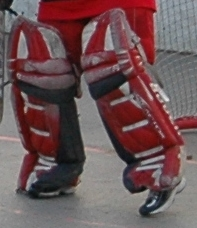
Brankářské betony

Brankářské betony neboli chrániče nohou je nezbytná část výstroje brankářů hokejových sportů. Slouží jako chrániče nohou a nástroj pro odrážení puků nebo míčků v závislosti na typu sportu.

## Historie
Brankáři si snažili chránit nohy již v Kanadě v 19. století. V Evropě se začaly chrániče rozšiřovat postupně s rostoucí oblibou ledního hokeje na počátku 20. století. Přesto např. český brankář Josef Gruss měl na prvním mezinárodním turnaji hokejových reprezentací v Chamonix jako chránič omotanou šálu kolem kotníku.

## Provedení
Původně se pro výrobu betonů používala kůže, dnes zpravidla kombinace s umělých vláken (například kevlar) a různé patentované materiály ze strany, kde má brankář upevněnou nohu. Na vnitřní straně bývají chrániče anatomicky tvarované a připínají se k nohám na několika místech řemínky. Brankářský chránič nohy dole obepíná botu brusle a nahoře končí zhruba v půli stehen. Chrániče bývaly tradičně tvořeny na přední straně viditelnými pěti svislými a v oblasti kolen třemi vodorovnými pruhy, což již dnes nemusí nutně platit.
Míry betonů jsou závislé na velikosti brankáře a jeho věkové kategorii (junior/senior). Maximální rozměry jsou však stanovené v pravidlech daných soutěží. Betony by měly končit zhruba 10 – 12 cm nad koleny. Pokud jsou betony moc vysoké, brání brankářovi v dobrém načasování pádu na kolena a udržet rovnováhu ve stoje. Když jsou betony příliš krátké, nemusí dostatečně chránit koleno při kleknutí.
Standardní maximální rozměr je 300 mm na šířku. NHL tuto míru dokonce omezila na 280 mm a výšku na 960 mm. Podle pravidel IIHF nesmí šířka chrániče na noze brankáře překročit 28 cm a výška měřená uprostřed 96,52 cm. Minimální délka chrániče nártu umístěného dole má být podle těchto pravidel nejméně 17,78 cm.